# Малі ракетні кораблі проекту 21631 "Буян-М"
Малі ракетні кораблі проєкту 21631 «Буян-М» — серія російських багатоцільових малих ракетно-артилерійських кораблів (МРК) 3-го рангу малої водотоннажності з керованим ракетним озброєнням ближньої морської зони класу «річка-море». Офіційне призначення кораблів цього проєкту — охорона та захист економічної зони держави у внутрішніх морських басейнах.
Кораблі проєкту 21631 «Буян-М» це модернізація проєкту 21630 «Буян». «Ставрополь», 12 у серії, завершить серію малих ракетних кораблів цього проєкту.
Станом на грудень 2022 року — 10 кораблів побудовано та у складі флоту, ще 2 будуються.

## Історія проєктування
Проєкт розроблено Зеленодольським проєктно-конструкторським бюро (див. Зеленодольський завод імені О. О. М. Горького) для ВМФ Росії.

## Конструкція
На відміну від свого прототипу — малого артилерійського корабля проєкту 21630 — МРК проєкту 21631 має майже вдвічі більшу повну водотоннажність (949 тонн проти 560 тонн), а також більшу довжину та ширину.
Спочатку передбачалася установка чотирьох V -16-циліндрових дизельних двигунів 16V4000M90 німецької компанії "MTU" і редукторів "ZF", але після введення заборонених антиросійських санкцій, починаючи з 6-го корабля серії «Вишній Волочок», вони замінені на чотири 20-циліндрових V-20 чотиритактних із системою "Common Rail" та турбонаддувом дизельних двигунів «HND» CHD622V20 китайської компанії «Henan Diesel Engine Industry Company» («HND»), поставлених ТОВ «Морські пропульсивні системи».
Починаючи з 10-го корабля серії «Град», в рамках програми імпортозаміщення планується встановлювати російську енергоустановку, що складається з двох двовальних дизель-реверс-редукторних агрегатів ДРРА-6000 на базі двох V-16-циліндрових дизелів 10Д49 "Коломенський завод ". редукторів ПАТ «Зірка» із Санкт-Петербурга, а також локальну систему управління НВО «Аврора». Має програмне забезпечення на базі ОС "Linux ".

### Озброєння
Корабель обладнаний установкою вертикального пуску (УВП) 3С14 на 8 крилатих ракет "Онікс ", у перспективі 3M22 «Циркон», а також "Калібр ", що дозволяє завдавати ударів цими ракетами по наземних цілях на відстань до 1500 км (з неядерною бойовою частиною) за іншими даними до 2000 км ; Протикорабельні ракети зі складу комплексу «Калібр» можуть вражати морські цілі на відстані до 500 км.
Артилерійське озброєння корабля представлене однією 100 мм АУ А-190 «Універсал» і однією 30 мм автоматичною АУ АК-630М-2 «Дует» з двома шестиствольними гарматами, що обертаються. МРК також озброєний двома пусковими установками ЗУР 3М-47 «Гибка Р», двома 14,5 мм і трьома 7,62 мм кулеметами.

## Будівництво
У тендері на будівництво кораблів проєкту 21631 брало участь дев'ять суднобудівних підприємств, виграв його Зеленодольський ССЗ 17 травня 2010 року, а вже 28 травня було підписано контракт на будівництво п'яти кораблів цієї серії.
Було прийнято рішення про будівництво 12-ти кораблів проєкту для Чорноморського, Балтійського флотів, а також Каспійської флотилії ВМФ Росії; із можливим продовженням серії для інших флотів.
У 2014 році, у зв'язку із запровадженням санкцій проти Росії, німецька компанія «MTU» наприкінці року призупинила постачання двигунів передбачених проєктом. Проте зі слів представника «Зеленодольського ССЗ»: — «заміну німецьким дизелям вже знайдено і будівництво кораблів не зупинятиметься». Двигуни з 6-го корабля «Вишній Волочок» стала постачати китайська компанія «HND», а з 10-го корабля «Град» дизелі АТ «Колом'янський завод», редуктори ПАТ «Зірка» із Санкт-Петербурга.
За планами, озвученими пресслужбою ВМФ Росії 2015, вітчизняний флот мав був отримати близько 10 МРК до 2019. Реально на початок 2021 року у строю перебувають 9 кораблів проєкту. У вересні 2016 року, в ході міжнародного військово-технічного форуму «Армія-2016», між МО РФ та Зеленодольським суднобудівним заводом було підписано контракт на спорудження трьох додаткових МРК «Буян-М».

## Бойове застосування
7 жовтня 2015 року, в ході військової операції Росії в Сирії, три МРК проєкту 21631 ("Угліч ", "Град Свіяжськ" та "Великий Устюг ") та РК проєкту 11661К "Дагестан" з акваторії Каспійського моря позиції організації «Ісламська держава» у Сирії. Було зроблено 26 пусків крилатих ракет морського базування 3М14 "Калібр« по 11 наземних цілях, що були на відстані близько 1500 км.

## Оцінка проєкту

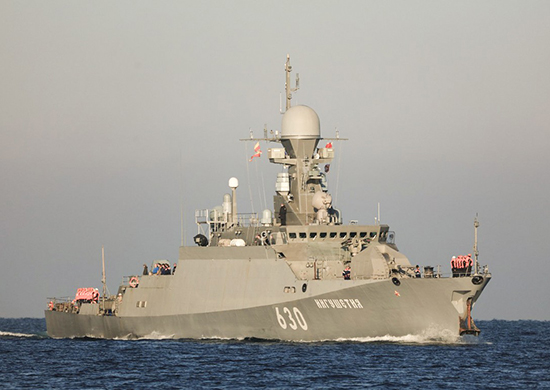
Малий ракетний корабель „Інгушетія“

Невелика ширина, висота й осадка корабля дозволяють йому вписатися в габарити шлюзів, а також проходити під прольотами мостів Волго-Балтійського Водного Шляху. Завдяки розмірам корабель може увійти й в Каспійське море.
Кораблі належать до класу „річка-море“, тому здатні пересуватися річками, озерами, лиманами й мілководними затоками. МРК „Буян-М“ здатні пересуватися Волго-Донським, Московським, Волго-Балтійським, Біломорсько-Балтійським каналами. Це дозволяє їм оперативно перебазуватися, наприклад, з Чорного моря до Балтійського за внутрішніми водними артеріями країни, перебуваючи у відносній безпеці.
Клас корабля „річка-море“ визначає дії поблизу від берега або навіть з річок, що пояснює знижену мореплавність і ослаблене ППО корабля: такі відносно невеликі кораблі, переміщуючись усередині країни річковими шляхами, можуть користуватися прикриттям ППО країни, сухопутних військ, фронтової авіації ВКС РФ. Перекидання їх річковими шляхами дає змогу сильно скоротити час виведення на оперативний театр бойових дій, тоді як перебазування з Чорного моря в Балтійське через Гібралтар і Ла-Манш займає в кілька разів більший час і у воєнний час стає небезпечним.
Істотним моментом було те, що Договір про ліквідацію ракет середньої та малої дальності, що діяв під час розробки та закладки кораблів, забороняв наземне базування крилатих ракет, аналогічних „Калібр“ з дальністю у 2500 км, але не морське, тоді як корабель-носій таких ракет — порівняно недорогий і користується перевагою ведення вогню з акваторій, де йому не загрожує флот ймовірного супротивника, а дії авіації супротивника частково скуті береговою ППО.
Головними недоліками малих ракетних кораблів проєкту 21631 є слабка ППО (представлена ЗАК АК-630М-2 і двома ЗРК „Гибка“ із ЗУР малої дальності, що використовуються також у ПЗРК), обмежена автономність (дальність 2500 миль) і недостатня мореплавність їх при штормі понад 5 балів, що не критично за умови застосування їх у субліторальній зоні поблизу від берегових баз ВМФ, під прикриттям берегових ракетних комплексів.

## Кораблі проєкту
Кораблі будівлі АТ „Зеленодольський завод імені О. О. М. Горького“
Кольори таблиці:
- — недобудований або утилізований не спущеним на воду
- — діє у складі ВМФ РФ
- — знаходиться в ремонті або на модернізації
- — списаний, утилізований чи втрачений
- — знаходиться на зберіганні або виведений за штат

| №  | Назва            | Бортовий № | Заводський № | Закладка   | Спуск на воду | Передача замовнику | Місце служби | Примітки |
| -- | ---------------- | ---------- | ------------ | ---------- | ------------- | ------------------ | ------------ | -------- |
| 1  | «Град Свіяжськ»  | 652        | 631          | 27.08.2010 | 09.03.2013    | 27.07.2014         | КФл          | В строю  |
| 2  | «Угліч»          | 653        | 632          | 22.07.2011 | 10.04.2013    | 27.07.2014         | КФл          | В строю  |
| 3  | «Великий Устюг»  | 651        | 633          | 27.08.2011 | 21.05.2014    | 19.12.2014         | КФл          | В строю  |
| 4  | «Зелений Дол»    | 562        | 634          | 29.08.2012 | 02.04.2015    | 12.12.2015         | БФ           | В строю  |
| 5  | «Серпухов»       | 563        | 635          | 25.01.2013 | 03.04.2015    | 12.12.2015         | БФ           | В строю  |
| 6  | «Вишній Волочок» | 609        | 636          | 29.08.2013 | 18.05.2016    | 01.06.2018         | ЧФ           | В строю  |
| 7  | «Оріхово-Зуєво»  | 626        | 637          | 29.05.2014 | 17.06.2018    | 10.12.2018         | ЧФ           | В строю  |
| 8  | «Інгушетія»      | 630        | 638          | 29.08.2014 | 11.06.2019    | 28.12.2019         | ЧФ           | В строю  |
| 9  | «Грайворон»      | 600        | 639          | 10.04.2015 | 14.04.2020    | 30.01.2021         | ЧФ           | В строю  |
| 10 | «Град»           | 575        | 640          | 24.04.2017 | 17.09.2021    | 29.12.2022         | БФ           | В строю  |
| 11 | «Наро-Фомінськ»  | 595        | 641          | 23.02.2018 | 09.12.2022    | 25.12.2023         | БФ           | В строю  |
| 12 | «Ставрополь»     |            | 642          | 12.07.2018 | 11.6.2024     | 12.2023            | КФл          | В строю  |